# Bistum Tianjin

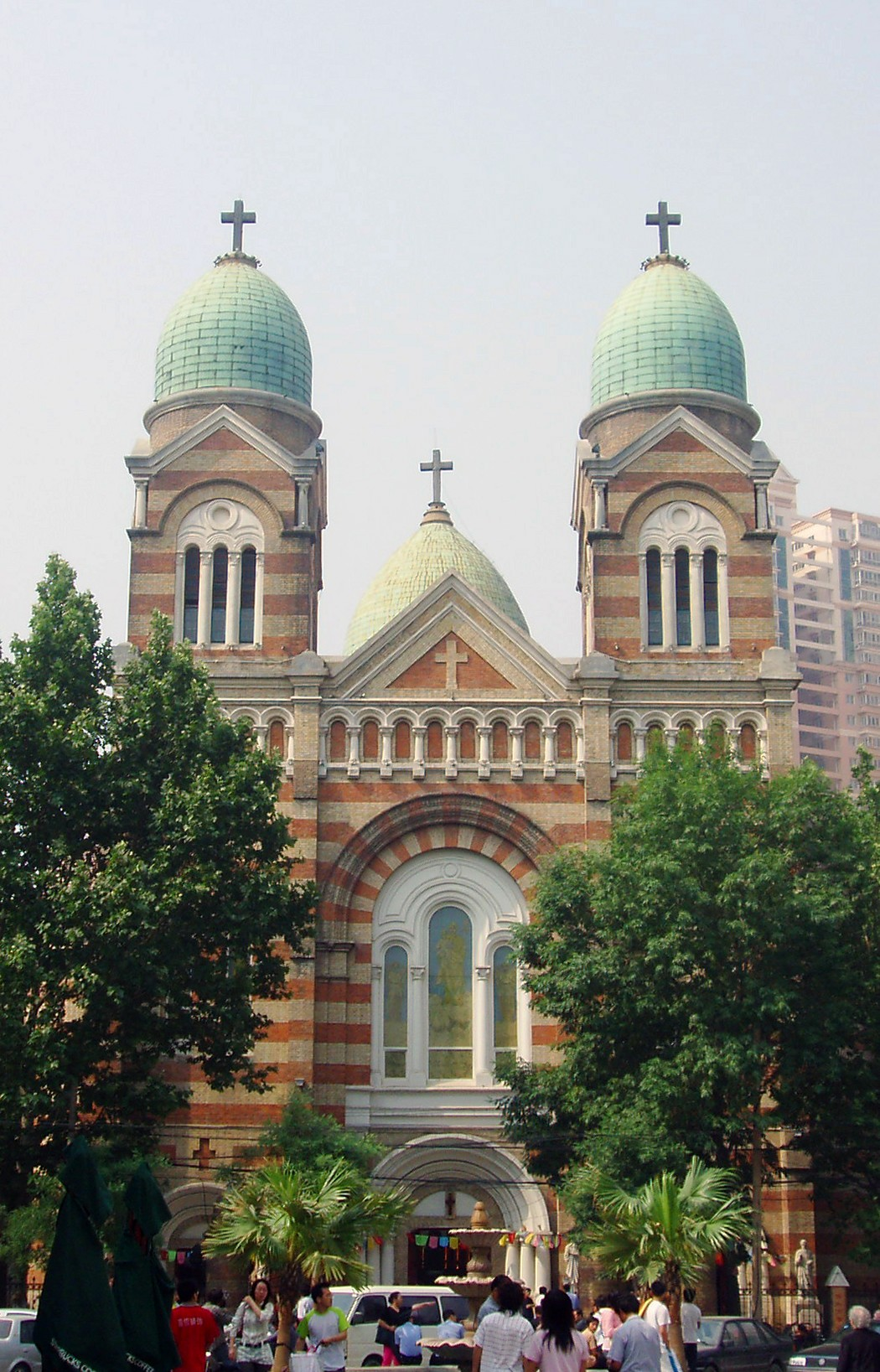
Die Kathedrale Hl. Joseph von Tianjin

Das in der Volksrepublik China gelegene Bistum Tianjin (lat. Dioecesis Tienzinensis) wurde am 27. April 1912 als Apostolisches Vikariat Ce-Li Marittimo begründet und änderte seinen Namen am 3. Dezember 1924 auf Apostolisches Vikariat Tientsin ab.
Das Missionsgebiet der Vinzentiner wurde am 11. April 1946 zum Bistum erhoben und zählte 1950 50.000 Katholiken (1,4 %) in 23 Pfarreien mit 29 Diözesanpriestern, 55 Ordenspriestern und 122 Ordensschwestern. Stephen Li Side ist seit 1983 Untergrundbischof in Tianjin.

## Ordinarien
- Paul-Marie Dumond CM, (1912 – 1920)
- Jean de Vienne de Hautefeuille CM, (1923 – 1951)
- Paul Li De-pei (1963 – 1983)
- Stephen Li Side (1982 – 2019)
- Joseph Shi Hongchen CM, (1992 – 2005)
- Melchior Shi Hongzhen, (seit 2019)